# Cronemica
La cronemica è la disciplina che studia il tempo e in particolare la sua concezione nei contesti umani e dunque la sua percezione, organizzazione e manifestazione. Secondo una definizione della glottodidatta Caterina Cangià, la semiotica del tempo.

## Definizione
Spesso con un approccio interculturale, la cronemica cerca di comprendere il modo e i modi attraverso i quali l'essere umano socializzato percepisce e organizza il tempo. Essa è "lo studio del potenziale comunicativo dell'organizzazione del tempo, e del modo in cui essa influisce sull'azione, le interazioni, la comunicazione all'interno di una cultura e tra le diverse culture". Anche lo psicologo Luigi Maria Anolli ha trattato della cronemica asserendo che essa "concerne il modo con cui gli individui percepiscono e usano il tempo per organizzare le loro attività e per scandire la propria esistenza. Come area di ricerca sulla CNV è ancora gli inizi, ma il tempo è una variabile basilare per la comunicazione. La cronemica, che parte della cronobiologia, è influenzata dai ritmi circadiani che riguardano i cicli fisiologici e psicologici del soggetto nel periodo delle 24 ore, come l'alternanza sonno-veglia".